# Stabilimento Chrysler di Toluca
Lo stabilimento Chrysler di Toluca (Toluca Car Assembly in inglese) è una fabbrica che produce automobili a Toluca in Messico, attualmente gestita da FCA US LLC.

## Storia
Lo stabilimento fu costruito nel 1968 per la produzione di automobili della Dodge e della Plymouth con una capacità produttiva di oltre 250.000 auto all'anno ed una velocità di 1.000 veicoli al giorno. Nel 2000 iniziò la produzione della Chrysler PT Cruiser che rimase in produzione fino al 9 luglio 2010 con 1,35 milioni di esemplari prodotti. Nel marzo 2006, DaimlerChrysler annunciò un investimento di 1 miliardo di dollari nel sito produttivo, creando un sistema di produzione flessibile per consentire la realizzazione simultanea di veicoli con piattaforme diverse. Dall'acquisizione del gruppo Chrysler LLC da parte del produttore italiano Fiat, lo stabilimento di Toluca fu completamente ristrutturato e ammodernato con l'introduzione dei robot Comau.  Lo stabilimento iniziò a produrre la Fiat 500 nel dicembre 2010 e la versione Fiat della Dodge Journey, la Freemont, iniziò la produzione nel marzo 2011. Lo stabilimento costruì la milionesima Fiat 500 nel novembre 2012 mentre la produzione della nuova generazione della Jeep Compass fu iniziata il 16 gennaio 2017.

## Automobili prodotte

### Auto in produzione
| Foto | Marca | Modello    | Inizio produzione |
| ---- | ----- | ---------- | ----------------- |
|      | Jeep  | Compass    | 2017              |
|      | Jeep  | Wagoneer S | 2024              |
|      | Jeep  | Recon      | 2025              |

### Auto fuori produzione
| Foto | Marca    | Modello    | Inizio produzione | Fine produzione |
| ---- | -------- | ---------- | ----------------- | --------------- |
|      | Chrysler | LeBaron    | 1977              | 1995            |
|      | Dodge    | Magnum     | 1981              | 1988            |
|      | Dodge    | Aries      | 1981              | 1989            |
|      | Plymouth | Reliant    | 1981              | 1989            |
|      | Dodge    | Shadow     | 1987              | 1994            |
|      | Plymouth | Sundance   | 1987              | 1994            |
|      | Dodge    | Spirit     | 1989              | 1995            |
|      | Plymouth | Acclaim    | 1989              | 1995            |
|      | Plymouth | Neon       | 1993              | 2001            |
|      | Chrysler | Neon       | 1993              | 2005            |
|      | Dodge    | Neon       | 1993              | 2005            |
|      | Chrysler | Sebring    | 1995              | 2005            |
|      | Chrysler | PT Cruiser | 2001              | 2010            |
|      | Fiat     | Freemont   | 2011              | 2016            |
|      | Fiat     | 500        | 2011              | 2019            |
|      | Dodge    | Journey    | 2009              | 2020            |